# Druckgießeinrichtung
Wie die Gießpfanne ist auch die Druckgießeinrichtung in der Metallurgie ein Behälter zum Vergießen von flüssigem Metall in eine Gussform beziehungsweise in den meisten Fällen in eine  Formanlage. Es gibt sowohl unbeheizte Varianten von Gießeinrichtungen als auch solche, die mittels eines schräg oder unter dem Ofen angebauten Induktors die Schmelze warmhalten.

## Aufbau
Die Druckgießeinrichtung besteht aus einem druckdichten Kessel mit zwei als Siphon wirkenden Anschlussrohren. Der trichterförmige Einguss dient dem Nachfüllen frischer Schmelze; über den Gießkopf werden mittels eines Stopfens die Formen gefüllt.

## Funktion
Durch die Druckbeaufschlagung des Badspiegels im Kessel wird die Schmelze in den Ein- und Ausgussrohren nach oben gedrückt, bis ein definierter Badstand im Gießkopf erreicht ist. Änderungen der Höhe durch Materialzuführung oder -entnahme werden durch eine Drucksteuerung ausgeglichen. Der hierdurch erreichte konstante Badspiegel ermöglicht den Abguss von Teilen höherer, weil gleichbleibender Qualität.